# Anonymous for the Voiceless

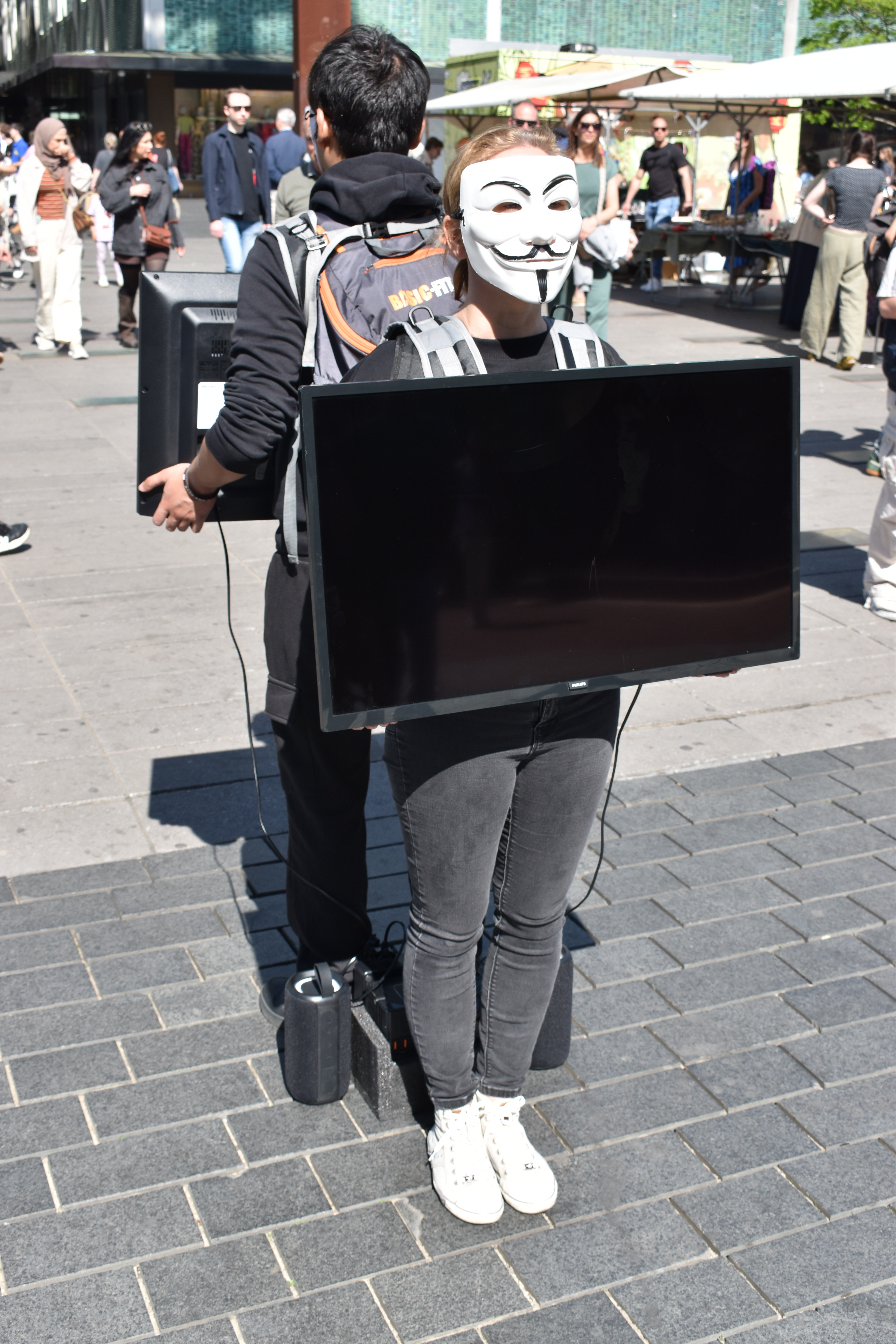
Een Cube of Truth in Eindhoven, 2025

Anonymous for the Voiceless of AV is een abolitionistische dierenrechtenorganisatie die gespecialiseerd is in straatactivisme. Anonymous for the Voiceless is opgericht in april 2016 in Melbourne (Australië). Anonymous for the Voiceless is wereldwijd actief en coördineert meer dan 100.000 vrijwilligers in 591 'chapters' in 61 landen, waarin teams van vrijwilligers geweldloze protestacties organiseren, genaamd 'Cubes of Truth'. Bij deze protesten staan vrijwilligers in een vierkante formatie terwijl ze Guy Fawkes-maskers dragen en schermen vasthouden met beelden van standaardpraktijken in de veeteeltindustrie en de bio-industrie. Het doel van deze acties is om in gesprek te gaan met publiek en daarbij door middel van de socratische methode (enkel het stellen van vragen) mensen uit eigen beweging te laten besluiten veganistisch te leven.

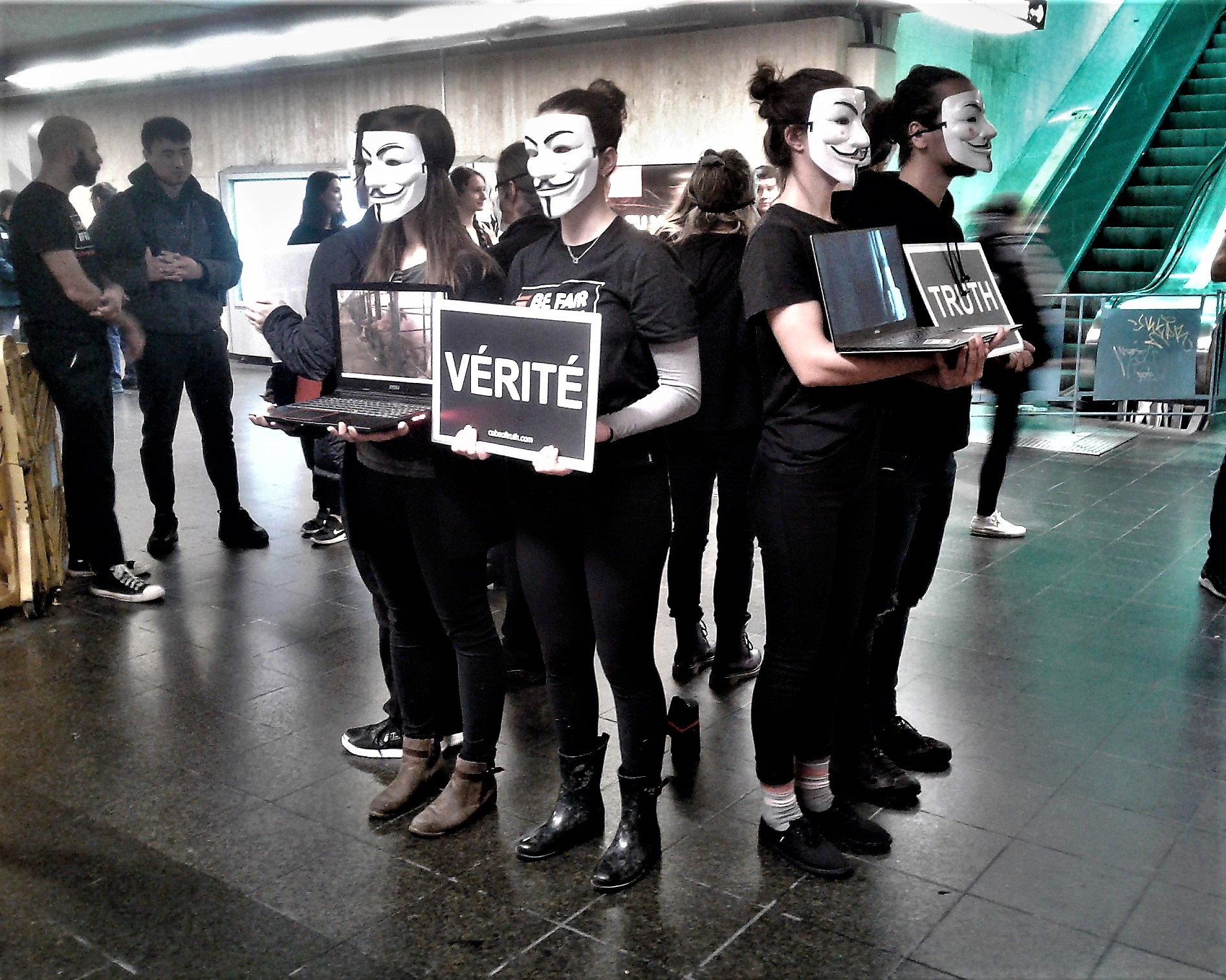
Een Cube of Truth in Montreal, 2018.

## Cube of Truth
De Cube of Truth of Cube is een outreach- en onderwijsmethode waarbij een groep in het zwart geklede mensen die Guy Fawkes-maskers dragen een vierkant vormen, terwijl ze naar buiten gericht borden en videoschermen vasthouden die beelden tonen van gebruikelijke praktijken bij de bio-industrie, slachthuizen en veehouderijen. De mensen in de maskers bewegen en praten niet. De cubes variëren in grootte en zijn afhankelijk van het aantal activisten en/of de beschikbare ruimte. Hier omheen lopende activisten, bekend als "outreachers", praten met geïntrigeerde en/of toekijkende mensen en passen de socratische methode toe om hen aan te zetten tot een veganistische levensstijl. Hierbij stellen de outreachers enkel vragen, met als oogmerk omstanders uiteindelijk zelf op het idee te laten komen dat een veganistische levensstijl de enige oplossing is voor het waargenomen dierenleed. Vaak wordt toeschouwers een visitekaartje aangereikt met verwijzingen naar de "Challenge 22", een uitdaging voor non-veganisten om 22 dagen achtereen veganistisch te eten.
Anonymous of the Voiceless houdt er een abolitionistisch ideaal op na waarbij gestreefd wordt naar het stoppen met het gebruik van dieren, dierlijke middelen of dierlijke arbeid in elke vorm. Activisten die zich omstanders intimideren, veroordelen of een veganistische levensstijl voorschrijven houden zich niet aan de gestelde principes en de Socratische methode en mogen zich niet als onderdeel van de groep beschouwen of namens de groep spreken. Verder dienen activisten, alvorens zelf aan outreach mee te doen, eerst een aantal Cubes te hebben bijgewoond als toeschouwer of gemaskerd persoon.

## Organisatie
Hoewel genoemd wordt dat AV een grassroots beweging is zonder centrale organiserende kracht, heeft de organisatie een klein team van mede-oprichters en directeuren. Dit team is verantwoordelijk voor het coördineren van vrijwilligers wereldwijd, het verstrekken van essentiële apparatuur en ondersteuning aan afdelingen, het uitvoeren en beschikbaar stellen van trainingsprogramma's voor activisten en het leveren van impactvolle online campagnes.
Elke stad of regio kan een "chapter" kennen. Een chapter is een groep waarin een aangesteld persoon, de organisator van het chapter, minimaal maandelijks activisten bijeenroept en een Cube of Truth organiseert in de betreffende regio van het chapter.
In Nederland heeft Anonymous for the Voiceless chapters in onder andere Amsterdam, Rotterdam, Utrecht, Nijmegen, Venlo, Enschede en Zwolle. Cubes georganiseerd binnen deze chapters kunnen echter ook in nabije steden of regio's plaatsvinden en zijn dus niet exclusief gebonden aan deze gemeenten.